# Boerhavia parviflora
Boerhavia parviflora är en underblomsväxtart som först beskrevs av Mats Thulin, och fick sitt nu gällande namn av Rafaël Herman Anna Govaerts. Boerhavia parviflora ingår i släktet Boerhavia och familjen underblomsväxter. Inga underarter finns listade i Catalogue of Life.